# آکادمی هنر ریتفلد
آکادمی خریت ریتفلد که با نام‌های مدرسه هنر و طراحی ریتفلد و آکادمی ریتفلد نیز شناخته می‌شود، یک آکادمی هنری در آمستردام، هلند است. این آکادمی در سال ۱۹۲۴ تأسیس شد و دوره‌های آموزشی دانشگاهی در زمینه هنرهای زیبا و طراحی ارائه می‌دهد.

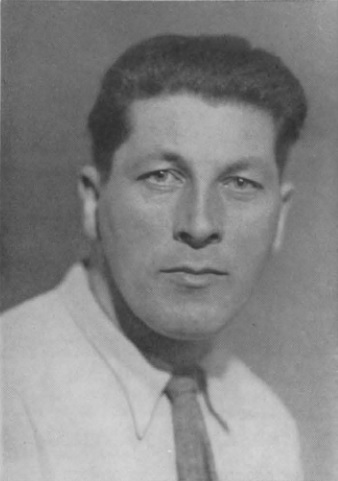
آکادمی هنر به نام خریت ریتفلد (۱۸۸۸–۱۹۶۴) نامگذاری شد.

در سال ۱۹۲۴، مؤسسه آموزش هنر و صنایع دستی با ادغام سه مدرسه هنری تأسیس شد.
از سال ۱۹۳۹ تا ۱۹۶۰، (تا حدی به دلیل نقش معمار سوسیالیست مارت استام به عنوان مدیر آموزش) روش آموزش آکادمی به شدت تحت تأثیر ایده‌های کارکردگرایانه و انتقادی اجتماعی د استیل و باوهاوس قرار گرفت.
در سال ۱۹۶۶، ساختمان ریتفلد توسط معمار معروف هلندی خریت ریتفلد تکمیل شد. در آن سال به عنوان ادای احترام به ریتفلد، که در سال ۱۹۶۴ درگذشته بود، این مدرسه به آکادمی خریت ریتفلد تغییر نام داد،
از دهه ۱۹۶۰ و به ویژه دهه ۱۹۷۰، نقش و تأثیر هنر بصری مستقل و بیان فردی اهمیت بیشتری یافته است. این تأثیرات، همراه با تمرکز عملی و طرز فکر انتقادی، هنوز بخش مهمی از تصویر آکادمی را تعیین می‌کند.
در سال ۲۰۰۳، ساختمان بنتم کراوول طراحی شده توسط معماران بنتم کراوول تکمیل شد.
در سال ۲۰۱۹، طراحی ساختمان فدلو پائولین بیرمر از گروه فدلو و معماران هوتسمنز تکمیل شد.

## تحصیلات
آکادمی خریت ریتفلد دو برنامه لیسانس و پنج برنامه کارشناسی ارشد دائمی ارائه می‌دهد.
- سال پایه: سال اولیه برنامه تحصیلی لیسانس. در این سال اول، یک چارچوب نظری هنری جامع در ترکیب با یک برنامه عملی فشرده ارائه می‌شود تا دانش آموزان را با طیف گسترده‌ای از رسانه‌ها و تکنیک‌ها آشنا کند. در طول سال پایه، دانش‌آموزان خود را از نظر تخصص‌های مختلف آکادمی نیز بررسی می‌کنند و در طول سال بعد برای آن ثبت‌نام می‌کنند.
- لیسانس: در برنامه لیسانس، می‌توان لیسانس هنرهای زیبا یا لیسانس طراحی را دنبال کرد. در این دو برنامه تخصص‌های مختلفی وجود دارد. پس از یک سال اول عمومی - سال پایه - دانشجویان یکی از این مسیرهای فارغ‌التحصیلی را انتخاب می‌کنند. به دنبال آن سه سال تخصص می‌گذرد. آکادمی ریتفلد همچنین یک آموزش پاره وقت ارائه می‌دهد، در این صورت سال پایه در واقع دو سال طول می‌کشد، و پس از آن سه سال تخصص.
- کارشناسی ارشد: برنامه‌های کارشناسی ارشد در آکادمی ریتفلد در مؤسسه سندبرگ برگزار می‌شود. پنج بخش دائمی در مؤسسه سندبرگ عبارتند از: مطالعات انتقادی، طراحی، بخش هنر کثیف، هنرهای زیبا و استودیو برای فضاهای فوری.[۲]
- سال آموزش مقدماتی و تحصیلی: آکادمی ریتفلد چندین دوره آموزشی مقدماتی را برای کسانی که می‌خواهند برای تحصیل در آکادمی ریتفلد آماده شوند ارائه می‌دهد: یک سال آموزش مقدماتی و یک سال تحصیلی. در طول سال آموزش مقدماتی، یک دانش آموز به مدت سه و نیم روز در هفته دروس را در آکادمی دنبال می‌کند. پس از اتمام سال آموزش مقدماتی امکان ثبت نام مستقیم در سال پایه وجود دارد. یکی دیگر از مسیرهای مقدماتی برای آکادمی ریتفلد سال تحصیلی است که در آن داوطلبان ۳۰ شنبه (آخر هفته) در سال در کلاس‌های آکادمی شرکت می‌کنند. پس از اتمام این سال، یک نامزد ورود به آکادمی هنوز باید قبل از شروع سال پایه، برای پذیرش اقدام کند.
- آموزش مقدماتی در آروبا (جزیره خارج اروپای هلند): از ۱۰ اکتبر ۲۰۱۱، آکادمی ریتفلد همچنین یک دوره آموزشی مقدماتی در آروبا ارائه کرد که عمدتاً بر روی دریای کارائیب و دو قاره آمریکا متمرکز بود. این دوره مقدماتی که به مدت ۳۰ هفته به طول انجامید و توسط معلمان مختلف تدریس شد.

۶۵٫۹ درصد جمعیت دانشجویی از خارج از کشور می‌آیند که از بیش از ۶۰ کشور مختلف در سراسر جهان سرچشمه می‌گیرند. اکثر کلاس‌ها به زبان انگلیسی است. رویکرد بسیار مفهومی و تجربی آکادمی برای دانش‌آموزان پژوهش‌محور است که به‌طور مداوم در تلاش برای تحقیق در زمینه‌های جدید و جابجایی مرزها هستند.
تخصص‌های خاص عبارتند از Inter-Architecture. هنرهای زیبا؛ DesignLAB; طراحی گرافیک؛ روش؛ جواهرات؛ TxT (منسوجات)؛ تصویر و زبان؛ عکاسی؛ شیشه؛ سرامیک؛ VAV; و DOGtime.
DOGtime، مدرسه عصرانه آکادمی ریتفلد، یک برنامه پایه دو ساله ارائه می‌دهد. پس از آن یک رشته سه ساله با انتخاب یکی از دو گرایش زیر دنبال می‌شود: هنرهای زیبای خودمختار، یا تعامل، طراحی و رسانه‌های ناپایدار (به اختصار IDUM).

### آکادمی اعزامی
انتظار می‌رود دانشجویانی که مایل به پذیرش در آکادمی خریت ریتفلد هستند، برای هدف اساسی بحث دربارهٔ ایده‌ها و مفاهیم، پذیرا و خود اندیش باشند. آکادمی به دنبال تحریک این خصوصیات است و دانشجویان را به چالش می‌کشد تا جنبه‌های مهم برای فرد را زیر سؤال ببرند. برای آکادمی، سفر به خارج از کشور، جنبه اساسی این پیشرفت شخصی است. سفرهای معمولی دانشجویان را در سطح بین فردی و همچنین در ارتباط با محیطشان درگیر می‌کند. این در واقع انگیزه ای برای ارائه یک تجلی خلاق می‌شود. آکادمی در سال‌های گذشته سفرهای خارج از کشور به چین، هند، ایران، نپال، سوئیس، مجارستان، اسپانیا، ایتالیا و سوئد ترتیب داده است.

### اقامت هنری
اقامتگاه تحقیقاتی ریتفلد (RRR) یک فرصت تحقیقاتی برای هنرمندان است که توسط آکادمی با همکاری Fonds BKVB ایجاد شده است و به هنرمندان این فرصت داده می‌شود تا یک پروژه تحقیقاتی مشخص را در مدت ۱٫۵ تا ۳ سال به عنوان بخشی از چارچوب آموزشی آکادمی اجرا کنند. تعامل با دانش آموزان و معلمان آکادمی بخش مهمی از کار آنها را تشکیل می‌دهد.

### زندگی دانشجویی
در آکادمی ریتفلد، فعالیت‌ها و پروژه‌ها نیز به‌طور منظم برای و توسط دانشجویان سازماندهی می‌شود. یکی از نمونه‌ها رادیو ریتفلد است که به‌طور کامل توسط دانشجویان اداره می‌شود. گری استرافیلد سازمان دانشجویی آکادمی است. سه بار در سال، گری استرافیلد یک مهمانی دانشجویی ترتیب می‌دهد. جشن Gerry Strawfield اغلب در یک مکان خاص برگزار می‌شود. برای مثال در سال ۲۰۰۹ در Beurs van Berlage در نزدیکی میدان دام آمستردام برگزار شد.